# Жарынское сельское поселение
Жарынское сельское поселение — упразднённое муниципальное образование в составе Рославльского района Смоленской области России.
Административный центр — деревня Жарынь.
Образовано Законом Смоленской области от 28 декабря 2004 года. Упразднено Законом Смоленской области от 20 декабря 2018 года с включением к 1 января 2019 года всех входивших в его состав населённых пунктов в Пригорьевское сельское поселение.

## Географические данные
- Общая площадь: 118,9 км²
- Расположение: юго-западная часть Рославльского района
- Граничит:
  - на северо-востоке — с Пригорьевским сельским поселением
  - на юго-востоке — с Епишевским сельским поселением
  - на юго-западе — с Ершичским районом
  - на западе — с Грязенятским сельским поселением
  - на северо-западе — с Липовским сельским поселением
  - на севере — с Волковичским сельским поселением
- Крупные реки: Вороница, Чёрный Пет.
- По территории поселения проходит автомобильная дорога А141 Орёл — Витебск.

## Население
| 2011 | 2012 | 2013 | 2014 | 2015 | 2016 | 2017 |
| ---- | ---- | ---- | ---- | ---- | ---- | ---- |
| 950  | ↘931 | ↘927 | ↗944 | ↘922 | ↘902 | ↘900 |
| 2018 | 2019 |      |      |      |      |      |
| ↘855 | ↘822 |      |      |      |      |      |

## Населённые пункты
В состав поселения входили следующие населённые пункты:
- Жарынь, деревня
- Андреевка, деревня
- Бехово, деревня
- Бобоедово, деревня
- Волконщина, деревня
- Демьянково, деревня
- Заря, деревня
- Коростелки, деревня
- Красная Горка, деревня
- Менчицы, деревня
- Скороходово, деревня
- Сурновка, деревня
- Телявкино, деревня

## Экономика
Сельхозпредприятия, магазины.